# Mark 84
Die Mark 84 (Mk 84) ist eine US-amerikanische schwere, ungelenkte Mehrzweck-Freifallbombe. Sie ist die größte Bombe der Mk-80-Serie. Während des Vietnamkrieges entwickelt und in Dienst gestellt, wurde sie zu einer Standardwaffe im Arsenal der US Air Force.

## Aufbau

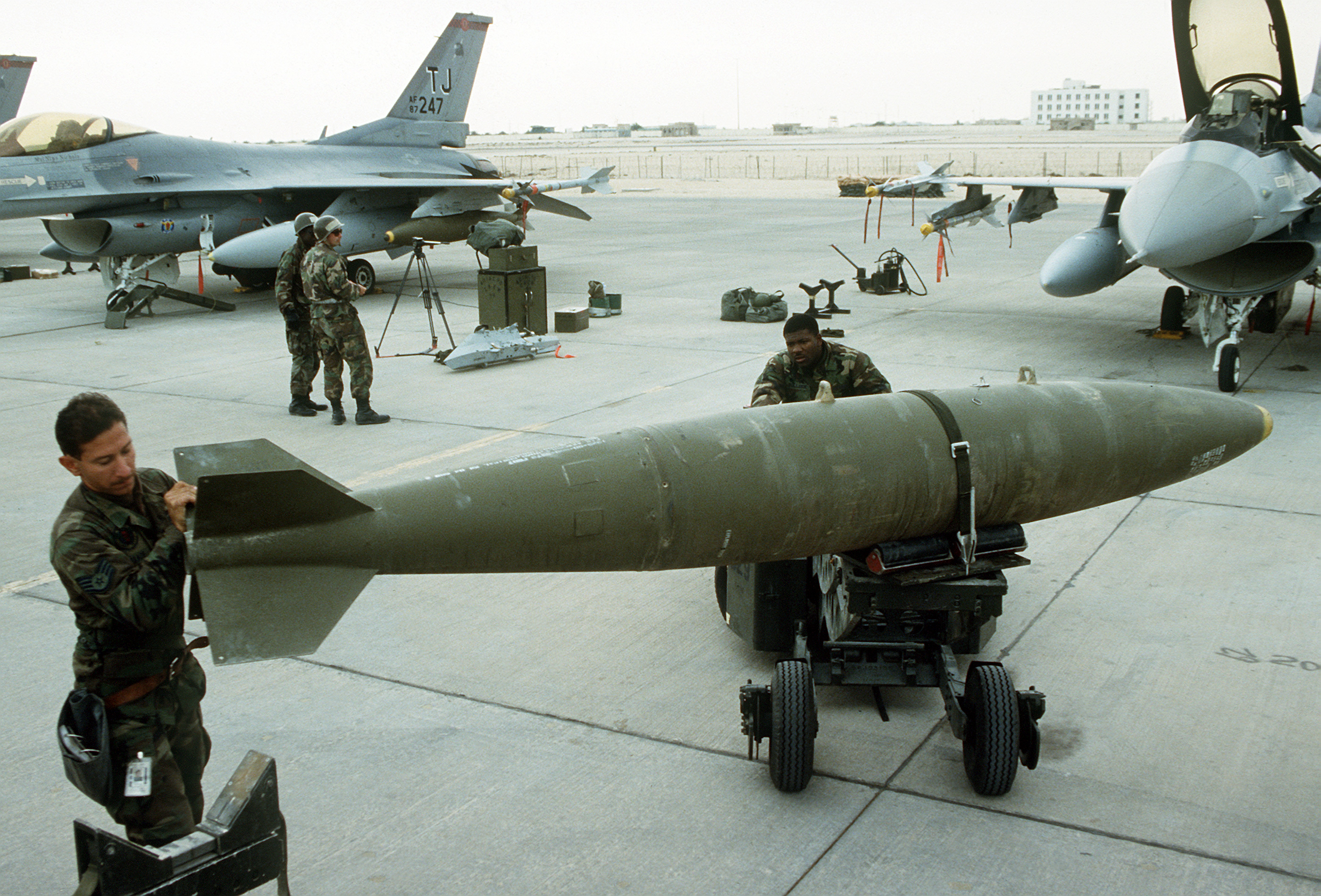
Eine Mk-84-Bombe beim Verladen

Das Nominalgewicht der Mk-84-Bombe beträgt 2000 Pfund (907 kg). Tatsächlich bewegt sich das Gewicht zwischen 894 und 945 kg, je nachdem welche Zünder verwendet werden und ob Schwanzflossen oder ein Bremsmechanismus angebaut wird. Die Grundform der Bombe besteht aus einem  gegossenen Stahlmantel, der mit 428,6 kg des hochexplosiven Sprengstoffs Tritonal gefüllt ist. Der Anteil des Sprengstoffs beträgt  also ca. 45 % des Gewichts der Bombe. Der Rest des Gewichts ist dem Stahlmantel zuzurechnen.

## Wirkung
Bei der Detonation zerbricht die glatte Haut der Bombe in rasiermesserscharfe Fragmente, die menschliche Körper und ungepanzerte Fahrzeuge gleichermaßen zerfetzen können. Bei einer Mk-84-Bombe, die knapp über dem Boden explodiert, liegt der tödliche Radius bei fast 180 Metern.

## Einsatzmöglichkeiten
Die Mk 84 kann entweder als ungebremste (englisch Low Drag (LD)) oder als gebremste (englisch High Drag (HD)) Bombe eingesetzt werden. In letzterem Fall ist an Stelle der Stabilisierungsflossen am Bombenende ein Gehäuse angebracht, aus dem nach dem Abwurf ein Luftsack freigesetzt wird. Dieser erhöht den Luftwiderstand der Bombe erheblich und gewährleistet so eine größere Distanz zwischen dem Flugzeug und der Einschlagstelle. Dadurch verringert sich die Gefahr, bei der Explosion der Bombe von den eigenen Fragmenten getroffen zu werden. HD-Bomben können deshalb auch aus dem Tiefflug eingesetzt werden.

## Varianten
Die Mk-84 dient auch als Gefechtskopf verschiedener gelenkter Bomben, z. B. der lasergesteuerten Bomben GBU-10/GBU-24/GBU-27 Paveway, der elektro-optischen Bombe GBU-15 und der GBU-31 JDAM.